# 付嘉
付嘉（1990年2月5日—），出生于云南省昆明市，中国大陆男演员。付嘉通過出演微电影《遇见你》出道。2015年出演电视剧《我的奇妙男友》，同年出演《爱人的谎言》。2016年拍摄电视剧《忘情歌》。